# Titanelefantfågel
Titanelefantfågel (Vorombe titan) är en utdöd elefantfågel som förekom på Madagaskar fram till för ungefär 1000 år sedan. Arten är den tyngsta kända fågeln som någonsin levt. Tidigare troddes benlämningar av titanelefantfågeln tillhöra storväxta fåglar av elefantfågelsläktet Aepyornis, men urskiljs som god art i ett eget släkte efter en omvärdering 2018.

## Kännetecken

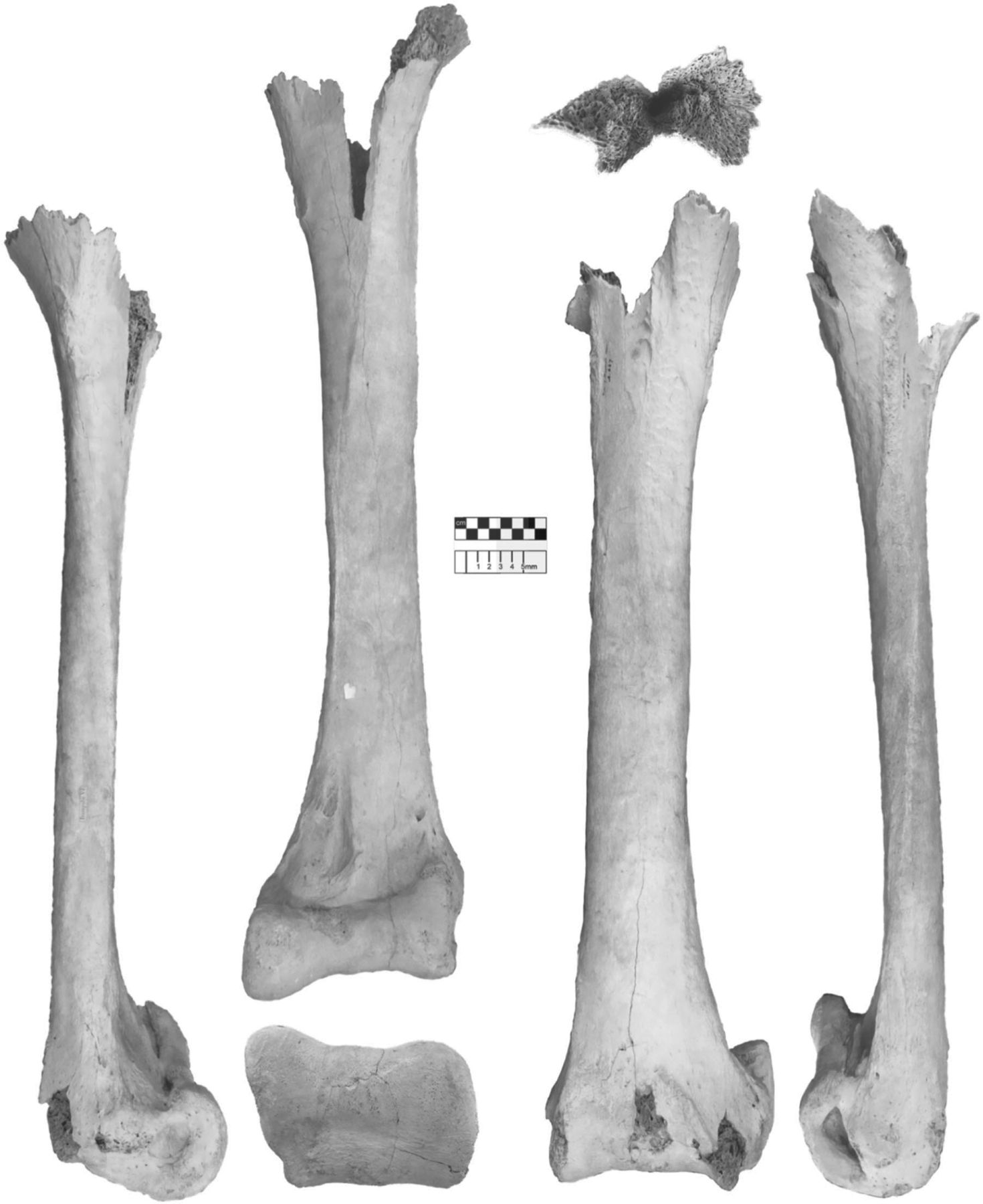
Tibiotarsus från en titanelefantfågel.

Titanelefantfågeln var en gigantisk flygoförmögen fågel och tros vara den tyngsta fågel som någonsin funnits. Den var tre meter hög och vägde mellan 536 och 732 kilogram. Lårbenet och tarsen är större än hos de båda andra släktena i familjen Aepyornis och Mullerornis, medan skenbenet är mycket större.

## Systematik
Elefantfåglarna förekom på Madagaskar och var släkt med flygoförmögna kasuaren, strutsen, nandun, emun och kivin. Eftersom Madagaskar och Afrika skildes åt innan denna klad utvecklades tros elefantfåglarna eller deras närmaste förfäder ha kunnat flyga till Madagaskar och först senare förlorat flygförmågan. Sentida DNA-studier visar att elefantfåglarnas allra närmaste släktingar var kivierna i Nya Zeeland, vilket tyder på att elefantfåglarna tagit sig till Madagaskar från australiska regionen.
Titanelefantfågeln beskrevs först av Charles William Andrews som Aepyornis titan 1894. Amerikanska paleontologen Pierce Brodkorb synonymiserade den dock med jätteelefantfågeln (Aepyornis maximus) 1963. I en omvärdering av elefantfåglar benlämningar 2018 fann två forskare från Zoological Society of London, James Hansford och Samuel Turvey, att titan var så pass distinkt att de erkände den som art och flyttade den dessutom till det nyskapade släktet Vorombe.

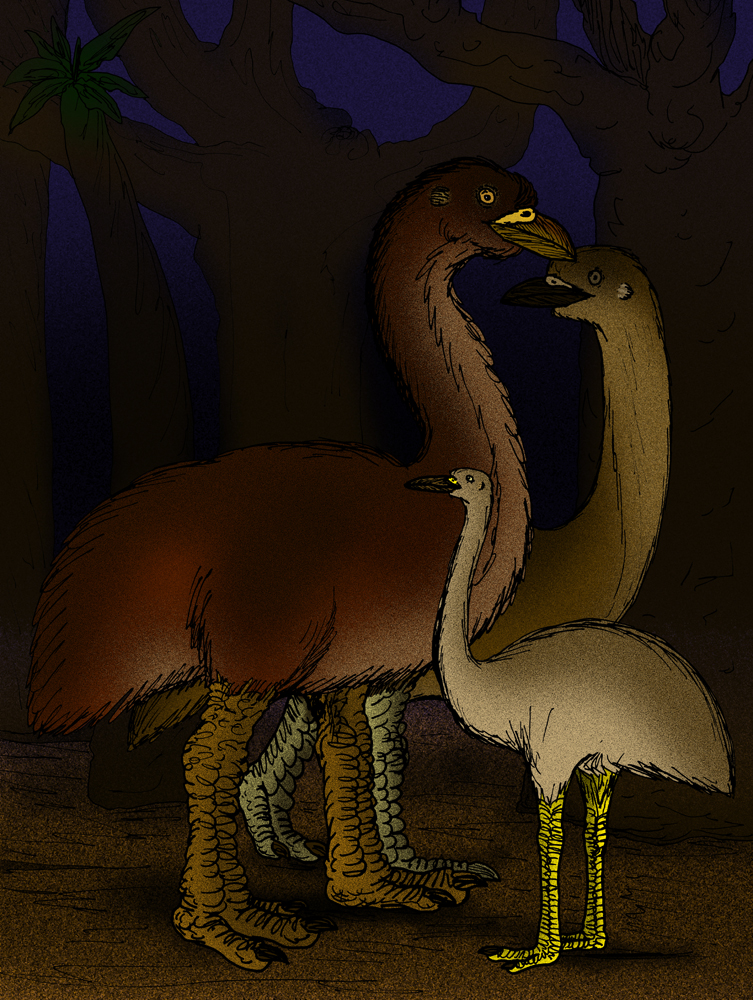
Jämförelse mellan tre släkten av elefantfåglar: Mullerornis längst fram, V. titan störst och Aepyornis längst fram.

## Levnadssätt
Elefantfåglar tros ha levt i skogsmiljöer, på ett liknande sätt som kasuarer. Lämningar efter titanelefantfågeln har hittats i stora delar av Madagaskar, där den levde sympatriskt med jätteelefantfågeln och robust elefantfågel i de torra taggskogarna i söder, i skogsområden i sydväst samt i områden med gräsmarker och halvfuktiga skogar på Central Highlands. Den tydliga storleksskillnaden dem emellan tyder på att de utnyttjade olika ekologiska nischer. Elefantfåglar delade levnadsmiljö med dvärgväxta flodhästar, jättelemurer och jättesköldpaddor. Med tanke på dess storlek kan vuxna titanelefantfåglar ha varit immuna mot predatorer innan människan kom till Madagaskar, även om unga och sjuka individer säkert kunde tas av stora krokodiler och jättefossor.

## Etymologi
Namnet elefantfågel kommer från Marco Polos skildring av myten om Fågel Rock år 1298. Han syftade dock på en örnlik fågel som var stark nog att "gripa en elefant med sina klor".

## Utdöende
Elefantfåglarnas utdöende tros ha orsakats av människan. Fåglarna var tidigare vanligen förekommande och vida spridda på Madagaskar. Det finns bevis för att elefantfåglarna dödades av människan, men möjligen spelade konsumtionen av deras ägg en större roll för deras utdöende; elefantfåglarnas ägg har funnits i kökkenmöddingar. Det har också föreslagits att deras utdöende var en konsekvens av sjukdomar som införda fåglar (höns, pärlhöns) burit med sig. Även klimatförändringar kan ligga bakom.
Exakt när elefantfåglarna dog ut är också osäkert. Berättelser om dessa gigantiska fåglar kan ha överlevt i muntliga berättelser i åratal. Analys av äggskal med kol-14-metoden har visat att elefantfåglar fortfarande förekom för cirka 1000 år sedan. Det är möjligt att en av elefantfågelarterna överlevde ända till slutet av 1600-talet. Den franske guvernören på Madagaskar, Étienne de Flacourt, nämner fågeln "vouropatra" som lägger ägg lika stora som strutsars.

## I kulturen
H. G. Wells har skrivit novellen "Aepyornis Island" i vilken en strandsatt seglare kläcker ett elefantfågelägg och lever med fågeln i åratal.